# Александров, Архип Терентьевич
Архип Терентьевич Алекса́ндров (1921—1985) — советский чувашский драматург. Член ВКП(б) с 1946 года.

## Биография
Родился в 1921 году в деревне Торопкасы (ныне Аликовский район, Чувашия). Окончил Таутовскую неполную среднюю школу, Цивильское фельдшерское училище. Участник Великой Отечественной войны. Выносил с поля боя раненых, был ранен и контужен. Работал в Вурнарской районной больнице, Шумерлинской районной газете, Чувашском радиокомитете. Умер в Казахстане, в г. Кустанай 13 марта 1993 г.

## Работы
Драму «Сын» (Ывăл) поставил Чувашский академический драматический театр. Пьесы также напечатаны в сборнике пьес.

## Награды
- Орден Красной Звезды (9.6.1945; был представлен к ордену Отечественной войны II степени)
- Медаль «За отвагу» (16.3.1943)